# Ferdinand Verbiest
Ferdinand Verbiest, conosciuto in cinese  con il nome di Nan Huairen (Pittem, 9 ottobre 1623 – Pechino, 28 gennaio 1688), è stato un gesuita, missionario e astronomo fiammingo; svolse l'attività missionaria in Cina durante la dinastia Qing.
Fu un affermato astronomo e matematico, e dimostrò presso la corte dell'Imperatore Kangxi la precisione del modello astronomico europeo. Corresse inoltre il calendario cinese, e in seguito gli fu chiesto di ricostruire e ammobiliare l'Osservatorio imperiale di Pechino, ricoprendo ormai la carica di Capo del Consiglio di matematica e Direttore dell'Osservatorio.
Egli strinse molto la sua amicizia con l'Imperatore Kangxi, che molto spesso aveva richiesto il suo aiuto per questioni riguardanti la geometria, la filosofia e la musica. Lavorò come diplomatico e cartografo ed anche come traduttore visto che parlava latino, tedesco, spagnolo, italiano e anche la lingua mancese.

## Giovinezza
Ferdinand Verbiest era il più vecchio dei bambini di Joos Verbiest, fattore ed esattore delle tasse di Pittem. Egli fece studi umanistici presso i gesuiti, a Bruges e Courtrai, e in seguito per un anno si trasferì a Lovanio presso il collegio Lelie, ove studiò filosofia e matematica. Entrò nella Compagnia di Gesù il 2 settembre 1641. Verbiest continuò a studiare Teologia a Siviglia (Spagna) e qui, nel 1655, divenne sacerdote. Completò i suoi studi d'astronomia e di teologia a Roma. Il suo primo desiderio era di partire nelle missioni spagnole del Nuovo Mondo, ma non fu così: le autorità spagnole gli negarono il permesso. Fece in seguito presso il Padre Generale la richiesta di essere mandato in Estremo Oriente, la quale gli fu concessa.

## Vita e opere in Cina
- Nel 1658, Verbiest lasciò la Spagna alla volta della Cina, accompagnato da Martino Martini, trentacinque altri missionari, il Vice-Re delle Indie e alcuni altri passeggeri. La loro imbarcazione raggiunse Macao nel 1658, ma nel frattempo dieci passeggeri, compreso il Vice-Re, erano morti. Egli ebbe il suo primo posto a Shanxi, mantenendo la missione fino al 1660, anno in cui fu chiamato come assistente (più tardi lo sostituirà) di Johann Adam Schall von Bell, gesuita direttore dell'Osservatorio imperiale di Pechino e capo dell'ufficio di Matematica, nel suo lavoro di astronomo. Sfortunatamente per loro la situazione politica peggiorò drammaticamente nel 1661, con la morte a soli 23 anni del giovane Imperatore Shunzhi. Suo fratello e suo successore, Kangxi, ne aveva solo sette, così la reggenza del governo passò nelle mani di quattro persone. Diversamente da quanto fu per Shunzhi, queste persone non vedevano i gesuiti di buon occhio.

- Un compito importante per l'ufficio di Matematica era quello di fissare il calendario ufficiale dell'Impero. Verbiest notò alcuni errori e consigliò di correggerli. Questa fu una proposta audace, visto che il calendario doveva essere approvato dall'Imperatore stesso. I membri dell'Osservatorio temendo, il responso dell'Imperatore, lo pregarono di tornare sui suoi passi ma egli rispose: «Non è nel mio potere di fare i cieli essere d'accordo con il vostro calendario». Tutto questo generava cattiva volontà da parte dei mandarini, che furono la causa scatenante di arresti e condanne di Verbiest e di altri. Fortunatamente per loro il 16 aprile 1665, un terremoto distrusse la parte della prigione destinata alla loro esecuzione. Questo fu visto come un presagio e tutti i prigionieri furono rilasciati. Tuttavia tutti furono comunque sottoposti a processo, e con loro tutti i gesuiti, ma Verbiest, Schall e altri due furono esiliati presso Canton.  Schall morì nel giro di un anno, a causa delle condizioni e della sua epurazione.

- Nel 1669, l'Imperatore Kangxi, ancora molto giovane, prese in mano il potere dal reggente corrotto - l'unico ancora vivo - Oboi, il quale fu arrestato. Turbato in seguito alla scoperta di Verbiest convocò un pubblico ed aperto dibattito sui meriti delle scienze astronomiche europea e cinese, per prendere una posizione. Verbiest vinse il confronto, come già in altre tre prove, e fu immediatamente nominato Capo dell'ufficio di matematica e Direttore dell'Osservatorio. Per riguardo verso il nuovo capo, anche gli altri gesuiti esiliati furono autorizzati a ritornare nelle rispettive missioni.

- Dopo di ciò, Verbiest e l'Imperatore, stipularono una solida amicizia. Verbiest gli insegnò molto di geometria, filosofia e musica. Egli era solitamente invitato a palazzo ed accompagnava l'Imperatore, ovunque, in tutto l'Impero, durante i suoi viaggi. Egli tradusse i primi sei libri di Euclide in lingua mancese. Egli rifornì di moderne attrezzature l'osservatorio di Pechino. Con l'aiuto di collaboratori cinesi, ridisegnò la carta geografica dell'Impero. Per ricompensarlo, l'Imperatore, lo elevò al più alto grado della gerarchia dei mandarini.

- Oltre ai suoi studi d'astronomia, Verbiest si cimentò anche in esperimenti con la forza a vapore. Intorno al 1672, egli progettò - come giocattolo per l'Imperatore Cinese - un carrello azionato a vapore, che può, abbastanza probabilmente, essere considerato il primo modello di veicolo mobile a vapore. Verbiest parla di questo nel suo libro Astronomia Europea. Il prototipo però era lungo solo 60 cm, quindi a tutti gli effetti un modello in scala, non idoneo perciò al trasporto dei passeggeri o di un guidatore, di certo non può essere definito un mezzo di trasporto vero e proprio. Non è possibile dire se il modello sia stato poi effettivamente costruito.

- Verbiest scrisse anche svariati testi per far conoscere la dottrina cristiana agli intellettuali cinesi. Tra gli altri Spiegazione dei principi fondamentali della fede, che ancora nel 1935 era in ristampa. È grazie alla sua influenza se altri missionari hanno potuto spiegare il Vangelo in tutto l'Impero.

## Ultimi giorni
Verbiest morì a Pechino il 28 gennaio del 1688, in seguito ad una caduta da cavallo, pochi giorni prima dell'arrivo a Pechino dei primi cinque Gesuiti francesi, giunti in Cina anche grazie ai suoi auspici. Il suo ruolo di matematico e astronomo di corte fu assunto quindi dal gesuita belga, Antoine Thomas (1644-1709). Verbiest fu sepolto vicino ad altri due noti gesuiti, Matteo Ricci e Adam Schall, nel cimitero di Zhalan.
Verbiest fu l'unico Occidentale della storia cinese ad aver ricevuto un nome postumo da parte dell'Imperatore.

## Commemorazioni
Verbiest è stato commemorato con la stampa di diversi francobolli. In Belgio nel 1988 ne è stato prodotto uno per commemorare il tricentenario della sua morte. Altri ancora sono stati stampati in Macao nel 1989 e nel 1999; essi avevano come soggetto una rappresentazione grafica dell'Osservatorio di Pechino disegna dal padre Verbiest.

## Opere maggiori

### (in cinese)
- Yixiang zhi, 1673 (Apparati e strumenti astronomici)
- Kangxi yongnian lifa, 1678 (Il calendario dell'Imperatore Kangxi)
- Jiaoyao xulun (Spiegazione dei principi fondamentali della fede)

### (In latino)
- Astronomia Europea, 1678.